# Musical FM
Musical FM é uma emissora de rádio brasileira sediada em São Paulo, com outorga em Itapecerica da Serra, respectivamente capital e município do estado de São Paulo. Opera no dial FM, na frequência 105.7 MHz, sendo pertencente a Rede L&C de Mídia.

## Histórico
Concessionada à Rede L&C de Mídia, a Musical FM nasceu em 1989 na frequência 105.7 MHz, ficando conhecida do dial paulistano por dedicar tempo integral à MPB em sua programação. Nesse período, tornou-se uma das mais prestigiadas pela crítica, tendo sido premiada três vezes pela Associação Paulista dos Críticos de Arte (nas categorias melhor emissora do ano e melhor programação musical), além de ter também ajudado a lançar novos artistas até então, como Chico César, Vânia Abreu e Zeca Baleiro.
A rádio tinha programas ao vivo com entrevistas com os melhores nomes da MPB. Wilson Versolato recebia cantores e grupos em seu horário das 10h às 13h. Além de notícias, dicas e o Expresso MPB com meia hora direto de música. 
Também passaram por lá Marta Suplicy com dicas durante a programação e João Dória com entrevistas de celebridades. 
Em 1999, a Musical FM passou a transmitir conteudo Gospel, em um contrato inicial de cerca de três anos, com três grupos evangélicos (Igreja do Evangelho Quadrangular, Comunidade da Graça e Assembléia de Deus (Ministério do Bom Retiro). Com isso, a estação trocou a programação composta apenas de música popular brasileira por música gospel.
No começo de 2003, a direção administrativa e musical da rádio passou para a Igreja Comunhão Plena, tendo como seu diretor o pastor Lelis Trajano. Entre 2011 e o seu falecimento em 2019, a emissora esteve sob a direção geral do ex-deputado Carlos Apolinário.
Em março de 2020, voltou a ter programação própria, passando a retransmitir a Rádio Trans Mundial em setembro do mesmo ano.
No dia 5 de fevereiro de 2025, a Musical FM passou a  executar um playlist musical no formato adulto-contemporâneo, voltando ao seu formato original de programação que a consagrou durante a década de 1990, enquanto a programação evangélica foi transferida para as rádios Unidade FM e Mais FM.